# آلومینیم یدید
آلومینیم یدید (به انگلیسی: Aluminium iodide) با فرمول شیمیایی AlI۳ یک ترکیب شیمیایی با شناسه پاب‌کم ۸۲۲۲۲ است. که جرم مولی آن 407.69495 g/mol (anhydrous) 515.786 g/mol (hexahydrate) می‌باشد. 